# Lörrach-Stetten
Lörrach-Stetten – przystanek kolejowy w Lörrach, w kraju związkowym Badenia-Wirtembergia, w Niemczech. Znajdują się tu 2 perony.